# Luis Pascual Dri
Luis Pascual Dri, OFMCap (ur. 17 kwietnia 1927 w Federación, zm. 30 czerwca 2025 w Buenos Aires) – argentyński ksiądz kapucyn, w latach 2007–2025 spowiednik w Sanktuarium Matki Bożej Pompejańskiej w Buenos Aires, kardynał diakon od 2023. Od chwili nominacji bez uprawnień elektorskich.

## Życiorys
Luis Pascual Dri urodził się 17 kwietnia 1927 w Federación, w prowincji Entre Ríos w Argentynie. Od najmłodszych lat zajmował się pracą na polu. Uczęszczał do miejscowej szkoły wiejskiej. W wieku 11 lat wstąpił do seminarium kapucynów, gdzie ukończył szkołę podstawową i średnią. Wstąpił do nowicjatu w dzielnicy Nuevo París w Montevideo (Urugwaj) i 21 lutego 1945 złożył pierwsze śluby zakonne. 23 lutego 1949 złożył profesję wieczystą. 29 marca 1952 w katedrze w Montevideo przyjął święcenia kapłańskie.
W 1953 został dyrektorem Niższego Seminarium Duchownego w San Francisco de Carrasco. W 1955 został dyrektorem Serafickiego Seminarium w Villa Gdor, Galvez w Argentynie, a w 1959 mistrzem nowicjuszy w San Francisco de Carrasco. Od 1961 pracował w Europie jako formator nowicjuszy.
W latach 1962–1974 uczył w Colegio y Liceo Secco Illa de Uruguay. Przez krótki czas był proboszczem w Empalme i Colonia Nicolich, a następnie w 1976 został mistrzem nowicjuszy w Minas w Urugwaju, przenosząc się w 1983 do parafii San Enrique de Villa Gdor w Galvez. W 1987 został mianowany proboszczem parafii Santa María de la Ayuda w El Cerro de Montevideo. W latach 2000–2003 był proboszczem w Sanktuarium Matki Bożej z Pompei w dzielnicy Nueva Pompeya w Buenos Aires, a następnie proboszczem w Mar del Plata. W 2007 w związku z ukończeniem 80 lat, przeszedł na emeryturę i powrócił do Sanktuarium, zostając spowiednikiem.
9 lipca 2023 po modlitwie Anioł Pański papież Franciszek ogłosił jego nominację kardynalską. Na konsystorzu 30 września 2023 został kreowany kardynałem diakonem i uzyskał diakonię San Angelo in Pescheria.